# Шортсвил (Њујорк)
Шортсвил (енгл. Shortsville) град је у америчкој савезној држави Њујорк.

## Демографија
По попису из 2010. године број становника је 1.439, што је 119 (9,0%) становника више него 2000. године.
| Група             | 2000.         | 2010.         |
| Белци             | 1.290 (97,7%) | 1.387 (96,4%) |
| Афроамериканци    | 1 (0,1%)      | 8 (0,6%)      |
| Азијати           | 4 (0,3%)      | 6 (0,4%)      |
| Хиспаноамериканци | 12 (0,9%)     | 23 (1,6%)     |
| Укупно            | 1.320         | 1.439         |